# Wressle Castle

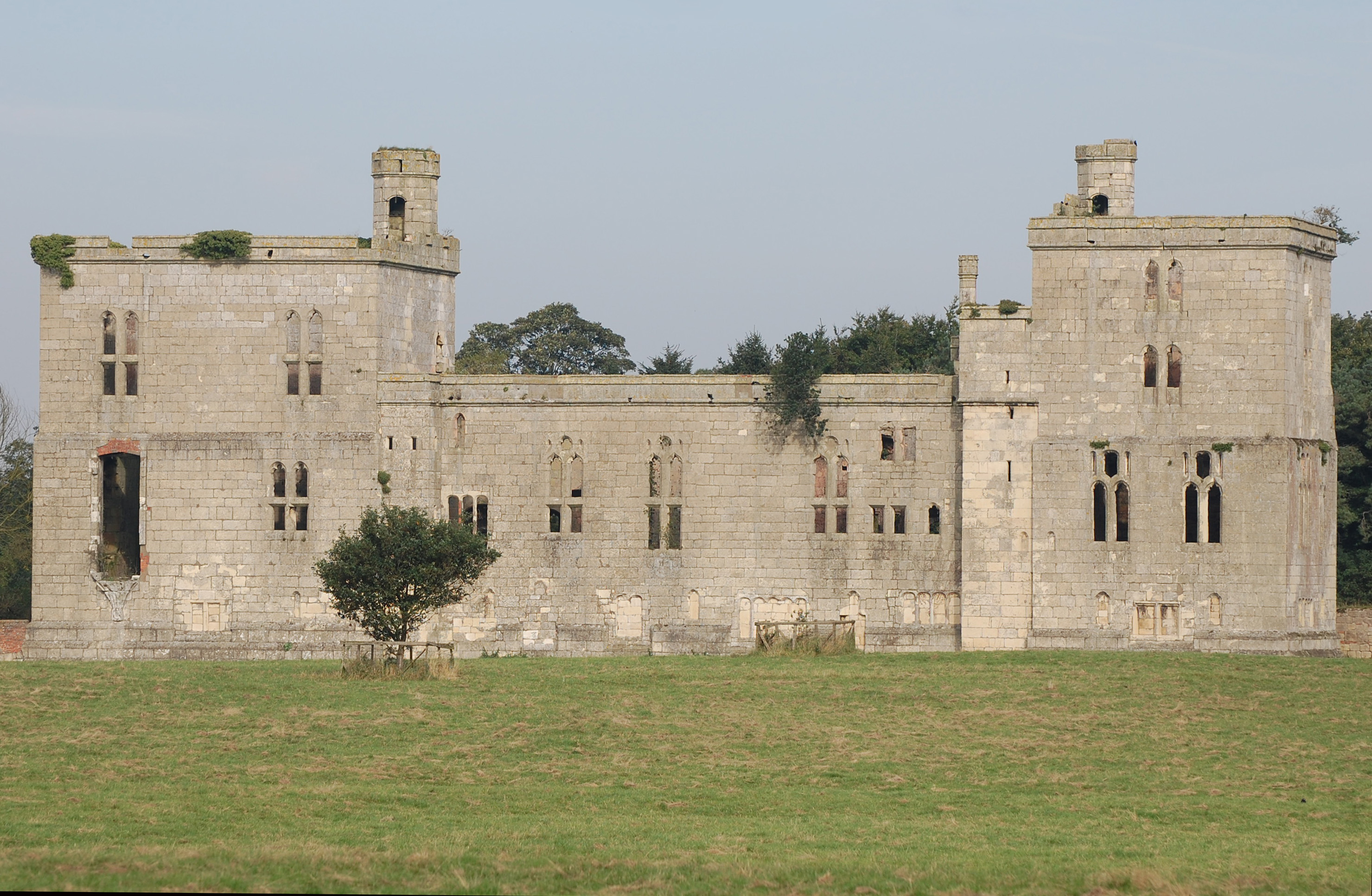
Nur der Südflügel von Wressle Castle blieb erhalten.

Wressle Castle ist eine Schlossruine in der englischen Verwaltungseinheit East Riding of Yorkshire. Das Schloss ließ Thomas Percy in den 1390er Jahren als Festung errichten. Die Ruine ist heute in privater Hand und nicht öffentlich zugänglich. Wressle Castle bestand ursprünglich aus vier Flügeln um einen zentralen Innenhof und hatte vier Ecktürme. Der Zugang war durch ein Torhaus im Ostflügel, gegenüber dem Dorf, möglich.
Nachdem Thomas Percy wegen seiner Rebellion gegen König Heinrich IV. hingerichtet worden war, fiel Wressle Castle an die Krone. Mit nur wenigen Unterbrechungen, in denen das Schloss anderen Leuten zu Lehen gegeben wurde, war es bis 1471 größtenteils unter königlicher Kontrolle. Dann wurde es an die Familie Percy zurückgegeben. Henry Percy, 5. Earl of Northumberland, ließ Schloss und Gärten renovieren, sodass der Standard das Anwesen auf den königlicher Besitzungen gehoben wurde.
Das Schloss war in eine Zierlandschaft eingebettet und von drei Gärten umgeben. Zwei davon wurden bereits beim Bau des Schlosses angelegt, der dritte später. Wressle Castle sollte eher als Residenz für hochgestellte Persönlichkeiten dienen und weniger als Festung; es wurde nie belagert. Während des englischen Bürgerkrieges jedoch wurde es von parlamentaristischen Kräften gehalten und in den Jahren 1646–1650 zerstört. Fast 150 Jahre später beschädigte ein Brand die Ruine zusätzlich und ließ nur noch den zerstörten Südflügel und die Fundamente der anderen Flügel übrig.

## Geschichte

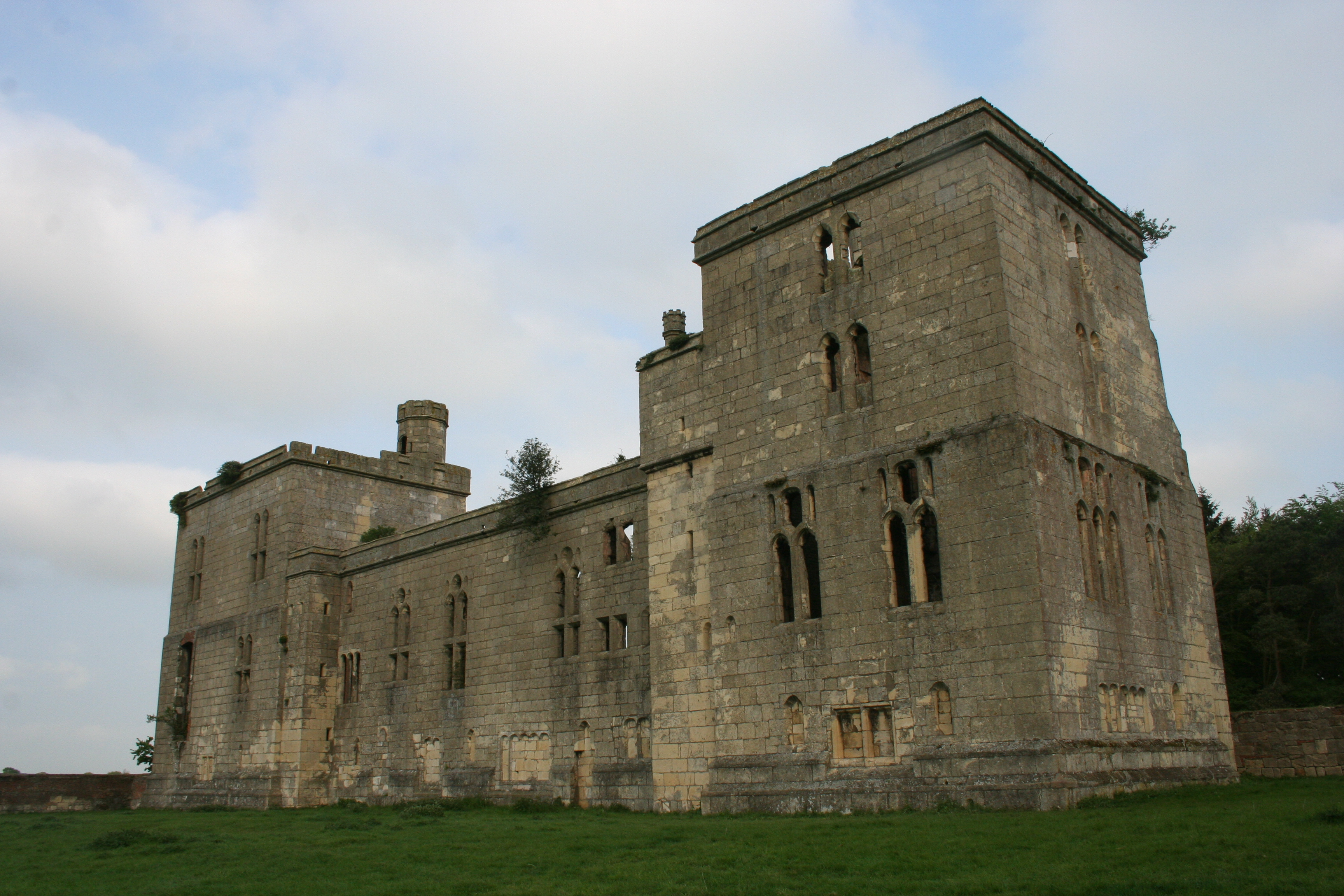
Die Ruine von Wressle Castle

Im Spätmittelalter war die Familie Percy eine von vier Landbesitzerdynastien in Yorkshire. Im 14. Jahrhundert erwarben sie Besitzungen bis nach Northumberland, wenn auch Yorkshire für sie ein wichtiger Standort blieb. Die Percys hatten die Grundherrschaft von Wressle vom Anfang des 14. Jahrhunderts inne; Thomas Percy erhielt sie 1364. Wressle Castle ist erstmals 1402 urkundlich erwähnt, wurde aber vermutlich bereits in den 1390er Jahren errichtet. Bis 1390 hatte Thomas Percy fast zehn Jahre im Ausland verbracht, entweder als Soldat oder in diplomatischer Mission. Von da an war er in der Umgebung des königlichen Hofes tätig und sowohl mit Richard II. als auch mit Heinrich IV. befreundet. Laut dem Archäologen und Architekturhistoriker Anthony Emery wurde Wressle Castle als Residenz erbaut, die den Stammbaum des Earls und seine besondere Stellung im Staate widerspiegeln sollte.
Auch wenn Heinrich IV. Einfluss in Südwales verlieh, verschlechterte sich doch das Verhältnis zwischen den beiden wegen verspäteter Zahlungen. Der Neffe von Thomas Percy, Henry Percy, zettelte im Juli 1403 eine Rebellion gegen den König an und Thomas Percy schloss sich ihm an. Diese Rebellion gipfelte in der Schlacht von Shrewsbury, in der Thomas Percy gefangen genommen wurde. Zwei Tage später, am 23. Juli, wurde er geköpft und all seine Besitzungen – auch Wressle Castle – daraufhin von der Krone konfisziert. Zwischen 1403 und 1471 waren mal die Krone, mal von König erwählte Lehensleute Besitzer des Schlosses, letztere nur jeweils für kurze Zeit. 1471 wurde Wressle Castle an die Familie Percy zurückgegeben; Henry Percy, 4. Earl of Northumberland, erhielt es. Sein Sohn Henry Algernon Percy, der 5. Earl, ließ Wressle Castle umfangreich aufpolieren, insbesondere die Innenräume und die Gärten. Damals war er einer der reichsten Leute Englands. The Northumberland Household Book wurde um diese Zeit zusammengestellt, zeigt Details der täglichen Arbeiten auf Wressle Castle und Leconfield Castle und wird von Geschichtswissenschaftlern für das Studium spätmittelalterlicher Haushalte genutzt.
Henry Algernon Percy starb 1527 auf Wressle Castle und sein Sohn, Henry Algernon Percy, 6. Earl of Northumberland, folgte ihm nach. Die Pilgrimage of Grace war eine populäre Revolte gegen Heinrich VIII. im Jahre 1536, auch wegen der Auflösung der englischen Klöster. Die Rebellen in Yorkshire wurden von Robert Aske angeführt und im Oktober bemühte dieser sich um die Unterstützung der Familie Percy. Aske begab sich auf Wressle Castle und versuchte, Henry Algernon Percy, der damals krank war, zu überzeugen, sich der Rebellion anzuschließen. Anfangs wehrte sich Percy noch gegen Aske, überließ ihm dann aber die Kontrolle über Wressle Castle. Henry Algernon Percy hatte sich mit seinen jüngeren Brüdern zerstritten und, als er 1537 starb, erbte sein einziger überlebender Bruder seine Besitzungen nicht, weil der wegen seiner Beteiligung an der Pilgrimage of Grace eingesperrt wurde. 1537 erlangte die Krone erneut die Kontrolle über Wressle Castle und König Heinrich VIII. war dort 1541 für drei Nächte zu Gast.
Geschichtswissenschaftler John Leland besuchte Wressle Castle 1540. Er schrieb in sein Reisetagebuch (Itinerary), dass das Schloss „eines der schönsten jenseits des Trent [sei] und wie neu gemacht erschien (…) Das Schloss ist ganz aus sehr schönen und großen Steinquadern, sowohl innen als auch außen“. Er gab auch die erste, heute noch existierende Beschreibung der Schlossgärten ab und notierte, dass sie „außergewöhnlich schön“ seien und mit Obstbäumen jenseits des Grabens.

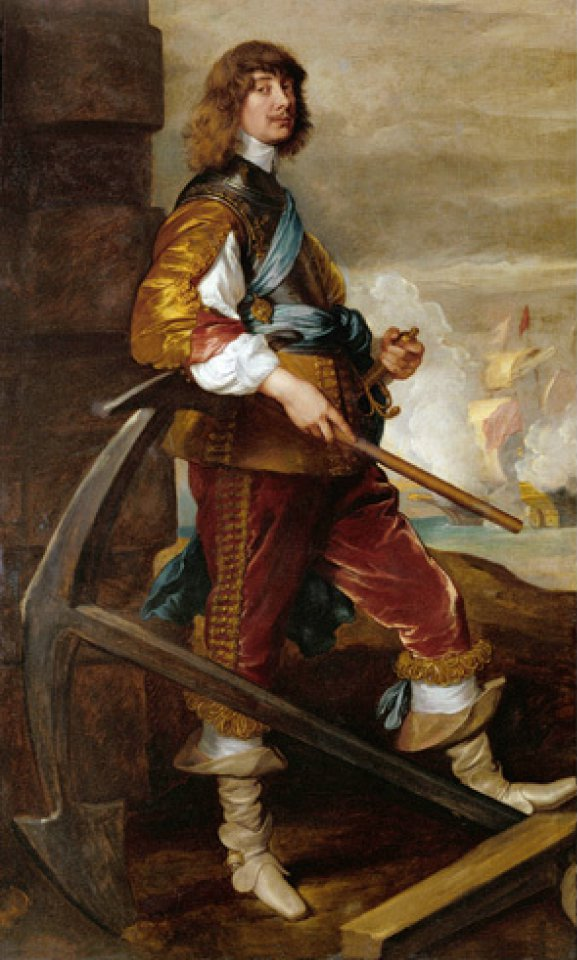
Algernon Percy erhielt den Befehl, die Zerstörung von Wressle Castle 1650 abzuschließen.

Das Schloss wurde während des englischen Bürgerkrieges von den Parlamentaristen mit einer Garnison belegt und in dieser Zeit stark beschädigt. Damals schätzte man, dass die Behebung der Schäden am Schloss und den umgebenden Anlagen 1000 £ kosten würde. Wressle Castle wurde etliche Male zwischen 1646 und 1650 geschleift. 1648 konzentrierte man die Zerstörungsarbeiten auf die Zinnen des Schlosses. Ein zeitgenössischer Brief erwähnt, dass die „Beauftragten [des Parlaments] keinen Wert darauf legten, irgendwelche Baumaterialien zu erhalten, sondern Steine von den Zinnen auf die Erde herunterwarfen“. Die Zerstörung nahm zwei Jahre später noch zu, als Algernon Percy, 10. Earl of Northumberland, den Befehl erhielt, alles zerstören zu lassen, was übriggeblieben war, mit Ausnahme des Südflügels. Man hatte dem Earl gestattet, diesen einzig erhaltenen Flügel als Herrenhaus zu nutzen. Die Zerstörung war nicht nur auf die Gebäude des Schlosses beschränkt, sondern betraf vermutlich auch die Ziergärten.
Die Schlossruine blieb bis zur Mitte des 18. Jahrhunderts in den Händen der Familie Percy und fiel dann an die Earls of Egremont. Ländereien und Schlossruine erbte dann Elizabeth Seymour, die den Namen „Percy“ annahm und später Gräfin von Northumberland wurde. Wressle Castle war von einem Bauern gepachtet, der am 19. Februar 1796 einen Brand verursachte, der den verbleibenden Flügel des Schlosses erfasste. Der Bauer hatte versucht, einen Kamin zu beseitigen. Ein Bericht im The Gentleman’s Magazine drei Monate später bemerkte, dass „dieser Verlust von wirklich nationaler Bedeutung“ war. Der Bauernhof wurde weiterhin verpachtet; das heute noch erhaltene Bauernhaus wurde um 1810 errichtet. Um 1880 war die Schlossruine teilweise mit Efeu überwuchert. 1957 wurden Schlossruine und Bauernhof an die Familie Falkingham verkauft, der sie heute noch gehören.
Wressle Castle ist heute ein historisches Bauwerk I. Grades und gilt als Scheduled Monument. Die Überreste umfassen Erdwerke, die die Lage des früheren Schlossgrabens anzeigen, sowie einige Teile des Schlosses: Die Überreste von zwei Türmen des Südflügels und ein Gebäudefragment, das einmal ein Backhaus gewesen sein soll. Laut Historic England wurde das Schlossgelände erstmals 1993 archäologisch untersucht, als der Humberside Archaeological Unit eine Kurzuntersuchung (engl.: „Watching Brief“) durchführte. Der Zustand des Schlossgeländes verschlechterte sich weiter und Wressle Castle wurde 1999 ins Heritage-at-Risk-Register aufgenommen. Historic England, Natural England und die Country House Foundation wendeten £ 500.000 für die Reparatur des Schlosses auf und 2015 wurde Wressle Castle nicht mehr in unmittelbarer Gefahr gesehen und daher aus dem Heritage-at-Risk-Register wieder gestrichen. Darin enthalten waren auch Berichte über Architektur und Landschaftspark, die von Ed Dennison Archaeological Services mit Zuschüssen vom Castle Studies Trust (für den Bericht über den Landschaftspark) erstellt wurden.

## Architektur
Wressle Castle wurde als Kastellburg mit vier Flügeln in einem Quadrat um einen Innenhof ausgelegt. An jeder Ecke befand sich ein Turm und in der Mitte des Ostflügels ein fünfstöckiges Torhaus. Im Uhrzeigersinn von Nordosten aus hießen die Türme „Constable Tower“ (wo der Konstabler täglich lebte), „Chapel Tower“, „Lord’s Tower“ und „Kitchen Tower“. Gegenüber dem Torhaus, im Westflügel des Schlosses, befand sich der Rittersaal und der Lord’s Tower im Südwesten enthielt die Wohnung und die Privaträume des Schlossherrn.
Wegen der architektonischen Ähnlichkeiten mit Sheriff Hutton Castle, Bolton Castle und Lumley Castle meint der Historiker Eric John Fisher, dass Wressle Castle im letzten Viertel des 14. Jahrhunderts erbaut wurde. Dies fällt mit der Karriere von John Lewyn zusammen, der den großen Turm von Warkworth Castle entwarf und auch an Lumley Castle arbeitete, beides Anwesen der Percys. Der Archäologe Malcolm Hislop meint, dass Lewyn auch Wressle Castle entworfen habe und, dass es schwierig sei, zu glauben, dass [Lumley Castle und Wressle Castle] vollkommen unabhängig voneinander entworfen worden seien.

## Landschaftspark

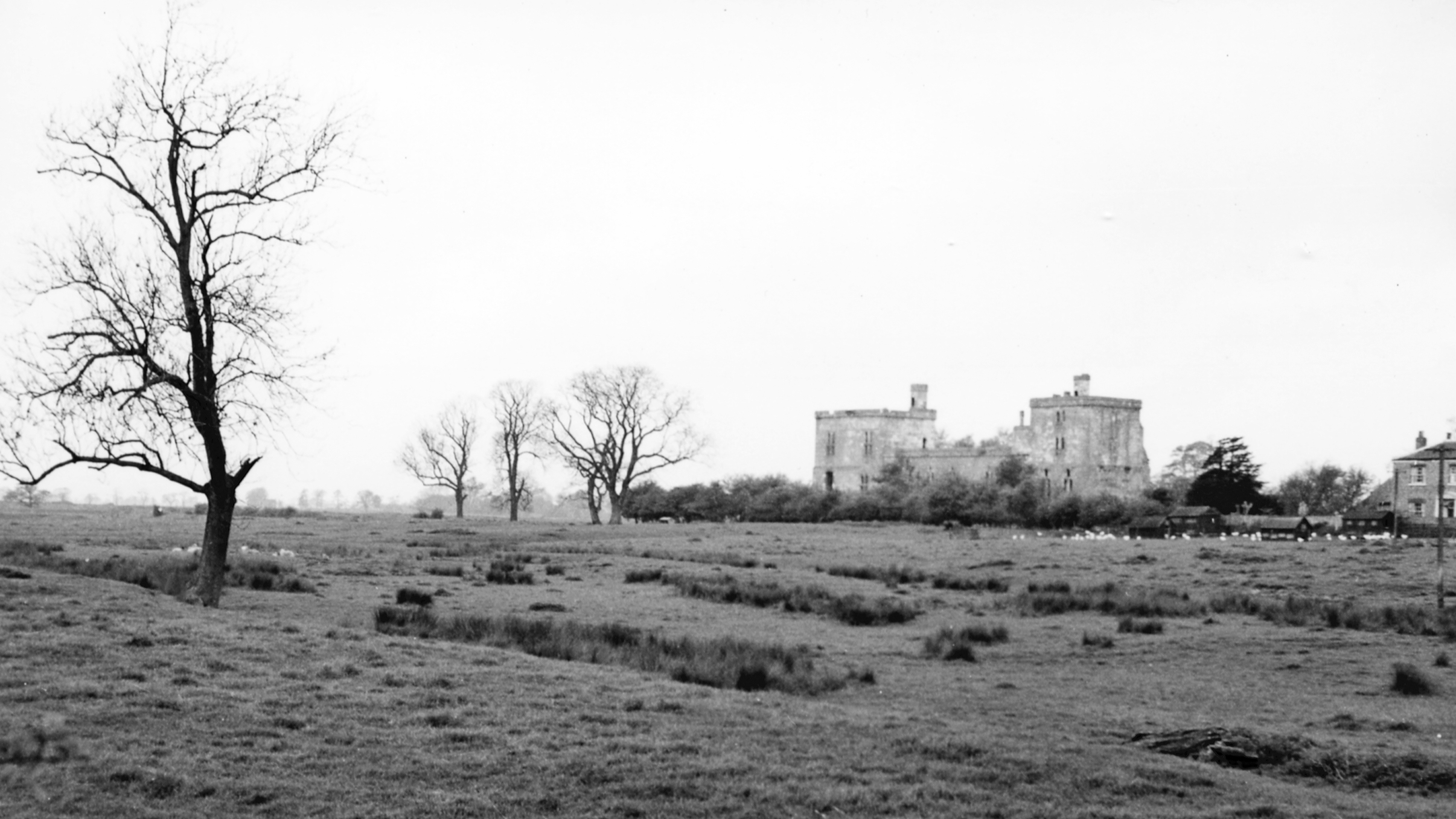
Wressle Castle von Südosten (1961). Zwischen dem Kamerastandpunkt und der Schlossruine liegen Erdwerke, vermutlich Überreste eines Teils des früheren Dorfes. Weiter hinten war früher der äußere Garten.

Das Dorf Wressle gab es vor dem Schloss; es wird im Domesday Book von 1086 erwähnt. Das Schloss wurde am Westrand der Siedlung an einer von zwei Hauptstraßen durch Wressle errichtet. Es ist nicht bekannt, ob es in der Siedlung schon vor Errichtung des Schlosses ein Zentrum der Grundherrschaft gab oder ob es sich um ein völlig neues Gelände handelte. Das Schloss erhielt verschiedene Gärten, was vermutlich dazu führte, dass Teile des Dorfes abgerissen und an ihrer Stelle die Gärten angelegt wurden. Der Fluss Derwent fließt etwa 180 Meter westlich der Schlossruine von Norden nach Süden.
Die Gärten von Wressle Castle wurden vermutlich zu der Zeit angelegt als das Schloss gebaut wurde. Urkundlich ist erwähnt, dass Wressle Castle Ende des 15. Jahrhunderts zwei Gärten besaß, beide auf der Südseite des Schlosses. Einer befand sich vermutlich zwischen dem südlichen Schlossgraben und dem Schloss (Moat Garden) und der andere südlich des Schlossgrabens (Old Garden). Ein dritter Garten (New Garden) wurden zwischen 1472 und 1517 nördlich des Schlosses angelegt. Alter und neuer Garten bedecken zusammen eine Fläche von 4000 m³; ersterer hatte eine Einfriedung aus Ziegelsteinen, während letzterer einen Wassergraben besaß. Der Old Garden enthielt einen Obsthain und Alleen für das Bowling und zum Spazierengehen, was ab dem 16. Jahrhundert im Adel beliebt war. Dort stand auch ein zweistöckiges Gebäude aus dem 15. Jahrhundert, das „Schulhaus“ genannt wurde. Dort lernte Henry Percy, der 5. Earl of Northumberland, lessen.
Ein Lustpavillon wurde an der Südwestecke, innerhalb des Grabens, errichtet. Obwohl das Castle vermutlich erst im 16. Jahrhundert erbaut worden war, war es 1577 bereits wieder verfallen. Ein Vorhof wurde nach dem Bau des Hauptkomplexes vor dem Torhaus hinzugefügt, man weiß aber nicht, wann genau. Feuchtgebiete südlich und östlich des Schlosses dienen vermutlich zur Anlage eines Meres, also eines flachen, weiten Sees. Daneben gab es zwei Fischteiche, aber auch ihr Anlagezeitraum ist nicht bekannt. In der besten Zeit von Wressle Castle, im 16. Jahrhundert, war die Qualität der Gärten und der Zierlandschaft auf demselben Niveau wie das Innere der renovierten Gebäude und machten möglicherweise sogar den Gärten der königlichen Paläste Konkurrenz.